# Convento del Carmen (Guadalajara)
El convento-iglesia de Nuestra Señora del Carmen y Santos Reyes de la Epifanía fue uno de los últimos conventos que se construyeron en Guadalajara (España). Completa la nómina de los catorce que a partir de la década de los treinta del siglo XVII convirtieron a la ciudad en una población casi conventual. Hoy también es conocido como un importante lugar de peregrinaciones marianas bajo el título de Santuario de la Virgen del Olvido, Triunfo y Misericordias.

## Historia

### Fundación y construcción
Como todos los conventos de esta época, el origen del convento del Carmen es una donación testamentaria del licenciado Baltasar Meléndez, cura beneficiado de la iglesia de San Nicolás a los carmelitas descalzos para que se establecieran en Guadalajara y fundaran en ella un colegio de la Orden. El legado ascendía, en dinero y hacienda (casas y tierras), a casi 100 000 ducados. Esta cantidad puede considerarse excesiva, pero se reconocieron al menos 4000 ducados de renta, además de unas casas en el arrabal de Cantarranas, también llamado de los Turrilleros, situado en el extremo suroeste, extramuros de la ciudad.
En 1631, de acuerdo con el testamento fundador, los carmelitas descalzos llegaron a Guadalajara y piden permiso al Consejo para que autorice la construcción del nuevo convento. Desde el principio consideraron que las casas que les había dejado el licenciado en su testamento eran insuficientes y pretendieron la ampliación de ese espacio hasta lo que consideraban imprescindible para la realización de su labor. Sin embargo, el Consejo, después de varias sesiones y de un estudio profundo, les concedió permiso para que fundasen el convento fuera de los muros de la ciudad, en despoblado, pero con la condición de que no se derribara ninguna casa.
Esta solución no fue aceptada por la Orden carmelita, que reitera poco después su petición de construir en el lugar donde habían recibido el legado de las casas, según la planta del edificio que les entregó, enseñó y mostró el fray Alberto de la Madre de Dios, religioso y trazador de la dicha orden. Recibida esta segunda petición, el Concejo nombró como comisarios para que la estudiaran a Bernardino de Quevedo Piedeconcha, caballero de Santiago, teniente de Alférez Mayor y corregidor de Guadalajara, y a Antonio de Cárdenas y Quiñones, regidor de Guadalajara. 

vieron el sitio que los dichos Padres Carmelitas pretenden y tienen elegido para fundar el dicho colegio que desde la casa de Guillen de Loaysa hasta el fin de las casas que hoy poseen los dichos padres que fueron de Luis de Medina escribano, un cuarto de casa nuevo que a ellos arrimando y a su derecho hasta llegar al arroyo que llaman de Cantarranas abriendo las calles necesarias para las casas que quedan en pie que la primera es hacia Santo Domingo enfrente de casas de la calle que viene por junto a la venta de Guillen de Loaysa en correspondencia de la cual se ha de abrir puerta en la muralla y a la otra parte se ha de abrir calle por el huerto que llaman de Martín de Anguita que pasa hasta el dicho arroyo para el servicio de las casas que quedaren en pie porque las calles y casas que quedan inclusas en el dicho sitio quedan y han de quedar inclusas para la fundación de dicho monasterio comprándolas y satisfaciéndolas a los dueños dellas.

Visto lo cual, el Concejo dio su visto bueno al convento el día 22 de septiembre de 1632, cuando las obras ya habían comenzado en algunas casas de su propiedad. Sería un convento enteramente extramuros de la ciudad.
Los carmelitas comenzaron la compra de todas las casas incluidas en la zona marcada, quedándose los censos perpetuos que sobre ellas tenían la ciudad. Con esto pudieron realizar las obras en toda su extensión. La última parte construida fue la iglesia que se terminó hacia 1645, poco después que la iglesia de las Carmelitas de Abajo, del mismo arquitecto.

### Derribo de la muralla
Los conventos no podían vivir a espaldas de los vecinos de Guadalajara, pues dependían de sus limosnas. Es de suponer que la construcción extramuros de la iglesia con la fachada y portada principal de cara a la muralla (y por tanto, a la ciudad) pero tapada por ella, que estaba situada a escasos metros, llevaba implícita la intención de que se abriesen puertas en la misma. Concluida la iglesia, los carmelitas piden al Concejo que les permita derribar la muralla situada delante de la portada, haciendo alusión a la monumentalidad de su iglesia y a lo mal que se encontraba aquella, por lo que la ciudad ganaría con el cambio. Se les da el permiso y, con ello, el convento queda incluido dentro de la ciudad. Serían las tapias de su huerta las que marquen a partir de esos momentos los límites de la ciudad por ese lado.
Con esta construcción también desparece el arrabal de Cantarranas, cuyo arroyo queda incluido en la huerta de los carmelitas. Las llamadas tenerías de arriba que se servían del agua del arroyo también desaparecerán por esta causa.
El convento de la Epifanía alcanzó en siglo XVII su mayor prosperidad. Desde un principio fueron numerosos los ocupantes del mismo, hasta más de ochenta frailes en los años 1660. Se mantuvo muy poblado durante el siglo XVIII, pero comenzó su decadencia a finales de este siglo, prolongada hasta el momento de su exclaustración en que solamente quedaban nueve frailes sacerdotes, tres subdiáconos, un diácono, doce coristas y siete legos.

### Abasto de agua y vino
Desde el principio, el convento tuvo problemas de abastecimiento, sobre todo de agua y vino. Para el vino, dependía de en sus cosechas exteriores, pero no podía introducir su producto en la ciudad sin licencia del Concejo, para lo cual tenía que pedir permiso un año tras otro. El Concejo siempre exigía que fuera para uso propio, nunca para la venta. De esta forma en los años 1660, llegaron a pedir la entrada de 1500 cargas de uva (lo que venía a suponer unas 1500 arrobas de vino) que, junto con el vino que producían dentro del término de la ciudad, cubría sus necesidades anuales.
En cuanto al abastecimiento del agua, ya en 1637, el colegio del Carmen descalzo, solicita del Ayuntamiento licencia para buscar agua, comprometiéndose a traerla, dejando pozos y cajas, entrando por la puerta Mercado y siguiendo por el camino que va a la ermita del Amparo. Si sobraba agua, la dejarían para la ciudad construyendo y alimentando una fuente pública en la puerta Mercado. Se les concede pero no se lleva a efecto la obra en estos momentos, quizá porque en sus propiedades del Sotillo (de donde procedía el agua que llegaba a las fuentes de la ciudad y a los conventos y particulares) no encontraron agua en cantidad suficiente para rentabilizar la obra.
Posteriormente, los carmelitas compraron en el pago del Sotillo a Bernardo de Borja, regidor de Guadalajara, la finca del Haza del Carmen, en la que brotaban abundantes manantiales. Por ello, en 1660 volvieron a pedir la autorización para la conducción de agua hasta el convento. La obra afectaba a otras conduciones, unas establecidas de antiguo como las de San Francisco, las de los duques del Infantado y las de la ciudad misma; otras más modernas, como las que llevaban agua a los conventos de la Concepción, de la Compañía de Jesús, de Santo Domingo y del Carmen y las casas de particulares, por lo que tuvieron que llegar a un acuerdo para llevarla a cabo y que todos se beneficiaran.
La nueva conducción de agua llegaba desde el Sotillo hasta el arca de San Roque y desde allí partía a la actual calle del Amparo para entrar por la puerta del Mercado y llegar al Carmen. En este camino proporcionaba agua al convento de Santo Domingo, a la nueva fuente de la Soledad, extramuros de la ciudad, con un lavadero, y la fuente de la Puerta Mercado. Se construyó un arca en las tapias del colegio del Carmen y desde allí se distribuía el agua en tres ramales: uno que entraba en la huerta de los carmelitas, otro que descendía por la calle del Matadero hasta la fuente de Don Pedro y el convento de San Antonio, sustituyendo al anterior conducto procedente de la concatedral de Santa María, y el tercero que, atravesando la plaza del Jardinillo, daba agua a la compañía de Jesús y abstecía al convento de la Concepción y a los particulares que había de camino. Esta obra se soncluyó en 1664.

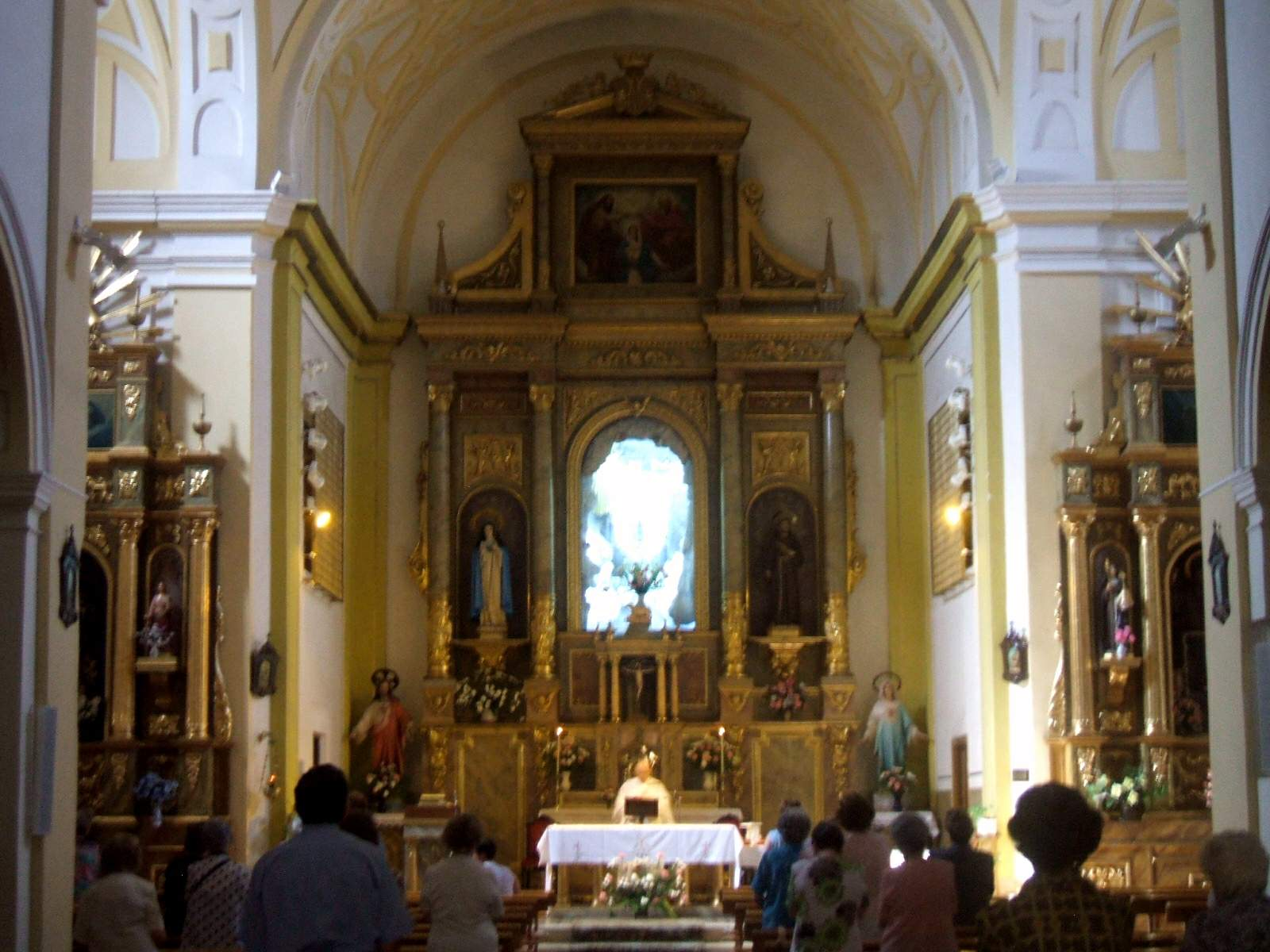
Interior de la iglesia conventual (hoy Santuario de la Virgen del Olvido)

### Fin del convento

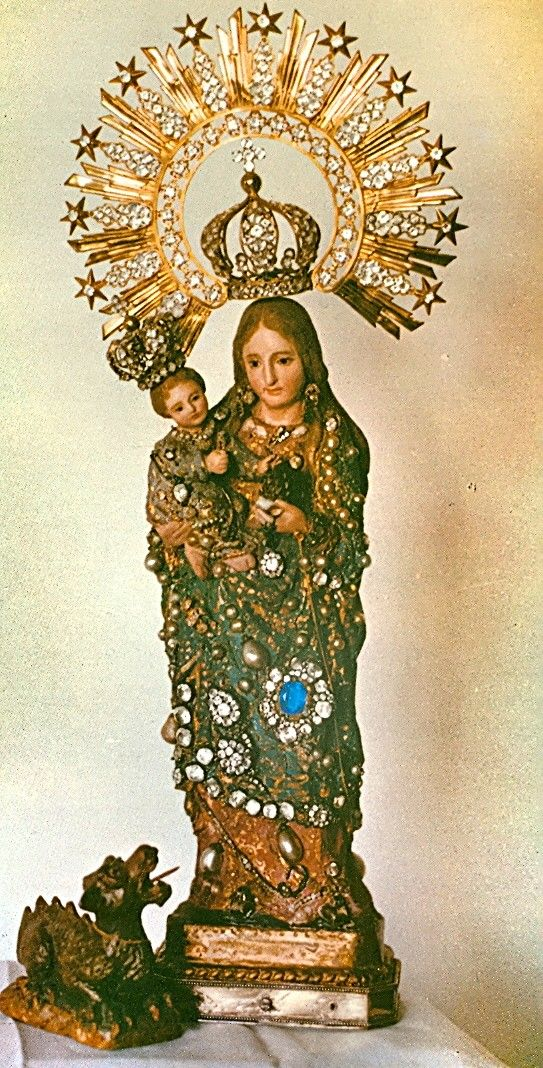
La imagen de la Virgen del Olvido, Triunfo y Misericordias

La desamortización de Mendizábal supuso el final de los frailes carmelitas en el convento, que fue asaltado y los religiosos tuvieron que defenderse a tiros hasta que pudieron desalojar el edificio. El edificio fue desmantelado y utilizado para depósito de quintos y sus altares e imágenes fueron vendidas, la mayor parte a pequeñas iglesias en pueblos cercanos.
A mediados del siglo XIX fue cedido a las monjas concepcionistas franciscanas de Sor Patrocinio, la monja de las llagas, consejera de Isabel II de España, que siguen ocupando en la actualidad el ala izquierda, compartiéndolo con otra comunidad de monjes también de rama franciscana que ocupan el ala derecha.